# Armoiries de la république d'Adyguée
Les armoiries de la république d'Adyguée sont utilisées par le gouvernement de la république d'Adyguée, sujet de la fédération de Russie, en tant que symbole d'État depuis le 24 mai 1994.